# Karneval der Liebe
Karneval der Liebe ist ein deutscher Revuefilm von Paul Martin aus dem Jahr 1943.

## Handlung
Tenor Peter Hansen will zum zweiten Mal die Ehe eingehen. Wenige Minuten vor der Trauung mit der Tänzerin und Sängerin Kitty ist er jedoch noch mit den Proben für eine aktuelle Revue von Direktor Melchior Oberländer beschäftigt. Kittys Onkel Meierhofer, der als Souffleur im Theater angestellt ist, drängt darauf, aufzubrechen. Melchior wird jedoch verkündet, dass sein neuengagierter weiblicher Star Marina Garden eingetroffen ist. Sie soll mit Peter während eines anstehenden Gastspiels in Köln Duette singen. Marina Garden entpuppt sich als die geschiedene Frau von Peter, die einen Künstlernamen angenommen hat. Peter hat sie nach der Trennung lange gesucht, jedoch nicht finden können. Nun verliebt er sich sofort in sie. Zwar erfährt sie vom drängelnden Meierhofer, dass Peter auf dem Weg zum Standesamt ist, doch gelingt es Peter, Kutsche, Auto und Taxi zu manipulieren und am Ende sogar zum Verlassen der Straßenbahn aufgefordert zu werden. Die Hochzeit findet nicht statt, doch soll sie während der Tournee nachgeholt werden. Zudem soll vor dem Ensemble verschwiegen werden, dass der erste Hochzeitsversuch misslungen ist.
Marina denkt, Peter habe geheiratet und gibt nun ihrerseits vor, bereits verheiratet zu sein. Peter glaubt ihr nicht und darauf drängt, mit ihrem Ehemann zu speisen. So engagiert Marina den vermeintlichen Kellner Frank für den Abend als ihren Scheinehemann. Frank hingegen ist in Wirklichkeit der erfolgreiche Komponist Michael Frank, der Marina bereits seit zwei Jahren Blumen schickt, die sie immer zurückgewiesen hat. Seine Tarnung als Kellner diente nur dazu, ihr nahezukommen. Frank spielt am Abend seine Rolle als Ehemann überschwänglich, sodass Peter bald das „glückliche Paar“ freiwillig allein lässt. Während der Zugfahrt zum Gastspiel in Köln sind Kitty und Marina in einem Abteil einquartiert. Bald erfährt Kitty, dass Marina Peters erste Ehefrau ist, und ist entsetzt, zumal Peter ihr gegenüber andeutet, die Verlobung lösen zu wollen. Marina wiederum erfährt so unbemerkt, dass beide nicht verheiratet sind.
In Köln will sich Kitty an Peter rächen. Sie lockt ihn in ihre Garderobe und nimmt sein Gesicht in ihre Hände, wobei sie auf ihre Handfläche zuvor einen Lippenstiftmund gezeichnet hat. Als er aus ihrer Garderobe kommt, hat er einen Kussabdruck im Gesicht und Marina reagiert wütend. Frank wiederum ist den Tänzern nach Köln gefolgt und erscheint prompt in dem Augenblick hinter der Bühne. Marina empfängt nun umso strahlender ihren „Ehemann“.
Während ihres Gastspiels übernachten die Künstler in einem feudalen Schloss eines Grafen, wobei Peter, Marina und Frank nebeneinanderliegende Zimmer bewohnen. Während eines Schlossrundgangs erfährt Peter, dass man die Wand des mittleren Zimmern über einen Hebel verschwinden lassen kann. Er betätigt den Hebel, doch ist es nicht die Wand zwischen seinem und Marinas Zimmer, sondern die zwischen Marinas und Franks Zimmer, die verschwindet. Marina ist zunächst irritiert und wütend, doch offenbart ihr Frank schließlich, dass er kein einfacher Kellner, sondern Komponist ist, der sie schon lange liebt. Er hat zudem alle Papiere dabei, um Marina zu heiraten. Die eilt empört aus ihrem Zimmer, doch wartet davor bereits Peter, der soeben von Meierhofer erfahren hat, dass Marina gar nicht verheiratet ist. Er konfrontiert Marina mit ihrer Lüge, doch die gibt an, dass Frank gerade um ihre Hand angehalten habe. Um ihr Gesicht zu wahren, erzählt sie, dass beide heiraten werden und der glückliche Frank schlägt einen Trauungstermin in drei Wochen vor. Peter will sehen, wie weit Marina in ihrem Stolz gehen würde und überzeugt beide, schon am nächsten Tag den Bund fürs Leben zu schließen. Notgedrungen willigt Marina ein.
Am nächsten Tag begeben sich Marina und Frank mit ihren Trauzeugen Peter und Melchior zum Standesamt. Unterdessen erfährt Meierhofer von Kitty, dass sie Peter nie geküsst hat, sondern ihm nur einen Streich gespielt habe. Sie sei auch nie in Peter verliebt gewesen, sondern habe ihn nur des Geldes wegen heiraten wollen. Meierhofer eilt zum Standesamt, wo er jedoch abgewiesen wird, da das Amt geschlossen habe – das Eingangsschild sei gestohlen worden. Unterdessen werden Frank und Marina getraut. Erst während der Trauung wird deutlich, dass Frank bereits vier Mal verheiratet war. Peter ermutigt Marina dennoch, die Ehe mit Frank einzugehen, sodass sie schließlich ungern ihr Jawort gibt.
Kurze Zeit später erscheint die Polizei und nimmt die Hochzeitsgesellschaft fest. Auf der Wache erklärt der Polizist, dass er einer anonymen Anzeige nachgegangen ist: Jemand hat die Schilder vom Meereskundemuseum und vom Standesamt ausgetauscht. Der vermeintliche Standesbeamte sei in Wirklichkeit Schwimmlehrer, sodass die Trauung ungültig sei. Peter gibt nun zu, selbst die Schilder ausgetauscht und auch die Anzeige gemacht zu haben. Falscher Stolz sei immer falsch. Meierhofer erscheint und erklärt Kittys Streich. Peter und Marina versöhnen sich und treten am Ende gemeinsam in der Revue auf. Als der Vorhang fällt, küssen sie sich.

## Produktion
Karneval der Liebe wurde vom 26. Mai bis Anfang Dezember 1942 im Althoff-Atelier und im UFA-Atelier in Babelsberg sowie in den Hunnia-Ateliers in Budapest gedreht. Die Außenaufnahmen entstanden ab Ende August 1942 in Potsdam (rund um das Schauspielhaus, Bürgerhäuser am Stadtkanal, Potsdamer Straßenbahn). Der Film wurde von der Zensur mit einem Jugendverbot belegt und erlebte am 1. April 1943 in Königsberg seine Premiere. Am 9. April 1943 erfolgte im Elyseum auf der Prenzlauer Allee und im Elysium die Berliner Erstaufführung.
Die Herstellungskosten betrugen 1,965 Mio. RM.
Im Film sind zahlreiche Lieder zu hören, die Michael Jary komponierte. Die Liedtexte stammen von Aldo von Pinelli und Hans Fritz Beckmann:
- Durch dich wird diese Welt erst schön
- Junger Mann
- Das Karussell
- Haben Sie schon mal im Dunkeln geküßt?
- Eins, zwei, drei, Hokuspokus
- Liebst du einmal
- Des Nachts

Die Filmbauten stammen von Alfred Bütow und Heinrich Beisenherz. Luggi Waldleitner hatte die Herstellungsleitung des Films inne.

## Kritik
Für den film-dienst war Karneval der Liebe ein „leichtherziges Revuelustspiel, in dem Heesters in gewohnt eleganter Manier den Frack trägt und Schlager zu Gehör bringt.“